# سيد محسن علي هاشم نزار
سيد محسن علي هاشم نزار المعروف باسم سيد محسن علي (ولد في 25 نوفمبر 1992 في البحرين) لاعب كرة قدم بحريني دولي يجيد اللعب في مركز حارس المرمى. يلعب حاليا لصالح نادي البسيتين في الدوري البحريني الممتاز منذ 2023.

## المسيرة الرياضية

### الأندية
في 1 يوليو 2010 تم تصعيد علي إلى الفريق الأول في نادي الاتحاد البحريني. في موسمه الأول 2010-2011 وفي بطولة كأس ملك البحرين خرج فريقه من المباراة الأولى عندما خسر في الدور الثمن النهائي من البسيتين 0-2.
في موسمه الثاني 2011-2012 وفي بطولة دوري الدرجة الثانية ساهم في احتلال فريقه المركز الرابع بفارق 9 نقاط عن صاحب المركز الثاني المالكية المؤهل إلى الصعود إلى الدوري الممتاز. وفي بطولة كأس ملك البحرين خرج فريقه من المباراة الأولى عندما خسر في الدور الثمن النهائي من المالكية 2-3.
في موسمه الثالث 2012-2013 وفي بطولة دوري الدرجة الثانية ساهم في احتلال فريقه المركز الثالث بفارق 4 نقاط عن صاحب المركز الثاني الرفاع الشرقي الذي تأهل إلى ملحق الصعود إلى الدوري الممتاز. وفي بطولة كأس ملك البحرين ساهم في وصول فريقه إلى الدور الربع النهائي عندما خسر من البسيتين 1-2.
في موسمه الرابع 2013-2014 وفي بطولة دوري الدرجة الثانية ساهم في احتلال فريقه المركز الرابع بفارق 9 نقاط عن صاحب المركز الثاني البحرين الذي تأهل إلى ملحق الصعود إلى الدوري الممتاز. وفي بطولة كأس ملك البحرين ساهم في وصول فريقه إلى الدور الثمن النهائي عندما خسر من البسيتين بركلات الترجيح.
في موسمه الخامس 2014-2015 وفي بطولة كأس ملك البحرين خرج فريقه من المباراة الأولى في الدور التمهيدي عندما خسر من قلالي 2-3.
في موسمه السادس 2015-2016 وفي بطولة كأس ملك البحرين ساهم في وصول فريقه إلى الدور الثمن النهائي عندما خسر من الرفاع 0-4. وفي بطولة كأس الاتحاد البحريني فشل في الصعود إلى الدور النصف النهائي بعدما احتل المركز الرابع في المجموعة الأولى بفارق 4 نقاط عن صاحب المركز الثاني الحد.
في موسمه السابع 2016-2017 وفي بطولة دوري الدرجة الثانية ساهم في احتلال فريقه المركز الثاني الوصيف بفارق 9 نقاط عن البطل الشباب وصعدا معا إلى الدوري الممتاز. وفي بطولة كأس ملك البحرين ساهم في وصول فريقه إلى الدور الربع النهائي عندما خسر من المحرق 0-1. وفي بطولة كأس الاتحاد البحريني فشل في الصعود إلى الدور النصف النهائي بعدما احتل المركز السادس في المجموعة الأولى بفارق 7 نقاط عن صاحب المركز الثاني البديع.
في موسمه الثامن 2017-2018 وفي بطولة الدوري الممتاز ساهم في احتلال فريقه المركز التاسع قبل الأخير بفارق 3 نقاط عن صاحب المركز الثامن الرفاع الشرقي وبالتالي هبط سريعا إلى الدرجة الثانية. وفي بطولة كأس ملك البحرين ساهم في وصول فريقه إلى الدور النصف النهائي عندما خسر من النجمة 0-1 في مجموع المباراتين.
في موسمه التاسع والأخير 2018-2019 وفي بطولة دوري الدرجة الثانية ساهم في احتلال فريقه المركز الخامس بفارق 10 نقاط عن صاحب المركز الثاني البسيتين. وفي بطولة كأس ملك البحرين ساهم في وصول فريقه إلى الدور الثمن النهائي عندما خسر من النجمة 2-5 في مجموع المباراتين. وفي بطولة كأس الاتحاد البحريني فشل في الصعود إلى الدور النصف النهائي بعدما احتل المركز الثالث في المجموعة الثانية بفارق 5 نقاط عن صاحب المركز الثاني الحد.
في 1 يوليو 2019 انتقل علي من الاتحاد إلى الأهلي البحريني (الدرجة الممتازة) في صفقة انتقال حر. في موسمه الأول 2019-2020 وفي بطولة الدوري الممتاز ساهم في احتلال فريقه المركز السابع بفارق نقطة واحدة عن منطقة الهبوط. وفي بطولة كأس ملك البحرين خرج من المرحلة الأولى عندما خسر من الرفاع 0-4 في مجموع المباراتين. وفي بطولة كأس الاتحاد البحريني فشل في الصعود إلى الدور النصف النهائي بعدما احتل المركز الثالث في المجموعة الثالثة بفارق 4 نقاط عن المتصدر المحرق.
في موسمه الثاني والأخير 2020-2021 وفي بطولة الدوري الممتاز ساهم في احتلال فريقه المركز السادس بفارق 6 نقاط عن منطقة الهبوط. وفي بطولة كأس ملك البحرين ساهم في وصول فريقه إلى المباراة النهائية عندما خسر من الرفاع 0-2. وفي بطولة كأس الاتحاد البحريني فشل في الصعود إلى الدور النصف النهائي بعدما احتل المركز الثاني في المجموعة الثالثة بفارق نقطة واحدة عن المتصدر المالكية.
في 1 يوليو 2021 انتقل علي من الأهلي إلى البحرين البحريني (الدرجة الثانية) في صفقة انتقال حر. في موسمه الوحيد 2021-2022 وفي بطولة دوري الدرجة الثانية ساهم في احتلال فريقه المركز الثاني الوصيف بفارق 4 نقاط عن البطل الشباب وصعدا معا إلى الدوري الممتاز. وفي بطولة كأس ملك البحرين ساهم في وصول فريقه إلى الدور الثمن النهائي عندما خسر من الرفاع الشرقي بركلات الترجيح. وفي بطولة كأس الاتحاد البحريني ساهم في وصول فريقه إلى الدور النصف النهائي عندما خسر من الحد 0-2.
في 21 يوليو 2022 انتقل علي من البحرين إلى الخالدية البحريني (الدوري الممتاز) في صفقة انتقال حر. في موسمه الوحيد 2022-2023 وفي بطولة الدوري الممتاز ساهم في حصد فريقه 18 نقطة من 11 مباراة محتلا المركز الرابع. وفي بطولة كأس ملك البحرين خرج فريقه من مباراته الأولى عندما خسر في الدور الثمن النهائي من سترة بركلات الترجيح. وفي بطولة كأس السوبر البحريني ساهم في تتويج فريقه بالبطولة بعدما تغلب على الرفاع بهدفين نظيفين ليحقق علي أولى بطولاته الشخصية.
في 1 فبراير 2023 انتقل علي من الخالدية إلى بوري البحريني (الدرجة الثانية) بالإعارة حتى نهاية الموسم. في موسمه الوحيد 2022-2023 وفي بطولة دوري الدرجة الثانية ساهم في احتلال فريقه المركز السادس بفارق نقطة واحدة عن صاحب المركز الرابع المؤهل إلى ملحق الصعود. في 12 مايو 2023 انتهت إعارة علي وعاد لناديه الخالدية.
في 28 يوليو 2023 انتقل علي من الخالدية إلى البسيتين البحريني (الدوري الممتاز) في صفقة انتقال حر.

### المنتخبات
في 7 أكتوبر 2016 قرر المدرب التشيكي ميروسلاف سوكوب استدعاء علي للمشاركة مع منتخب البحرين في أولى مبارياته الدولية وكانت أمام الفلبين وديا وانتهت بفوز البحرين 3-1.
في 5 سبتمبر 2017 شارك علي في أول مباراة دولية رسمية وكانت في تصفيات كأس آسيا 2019 أمام تايبيه الصينية وانتهت بفوز البحرين 5-0.
في 10 أكتوبر 2017 شارك علي في آخر مباراة دولية له مع البحرين وكانت ضمن تصفيات كأس آسيا 2019 أمام تايبيه الصينية وانتهت بخسارة البحرين 1-2.

## الإنجازات والألقاب
- الخالدية
  - كأس السوبر البحريني (1): 2022